# Conus barbieri
Espèce
Statut de conservation UICN

 LC  : Préoccupation mineure
Conus barbieri est une espèce de mollusques gastéropodes marins de la famille des Conidae.
Comme toutes les espèces du genre Conus, ces escargots sont prédateurs et venimeux. Ils sont capables de « piquer » les humains et doivent donc être manipulés avec précaution, voire pas du tout.

## Description
La taille de la coquille varie entre 25 mm et 40 mm.

## Distribution
Cette espèce marine est présente au large des Philippines.

### Niveau de risque d’extinction de l’espèce
Selon l'analyse de l'UICN réalisée en 2011 pour la définition du niveau de risque d'extinction, cette espèce est présente dans toutes les Philippines. Cette espèce est très commune, cryptique et ne présente aucune menace évidente, elle a donc été évaluée comme étant de préoccupation mineure.

## Taxonomie

### Publication originale
L'espèce Conus barbieri a été décrite pour la première fois en 1995 par la malacologiste italienne Gabriella Raybaudi Massilia dans la publication intitulée « La Conchiglia »,.

### Synonymes
- Conus (Cylinder) barbieri G. Raybaudi Massilia, 1995 · appellation alternative
- Cylinder barbieri (G. Raybaudi Massilia, 1995) · non accepté

## Identifiants taxonomiques
Chaque taxon catalogué par les bases de données biologiques et taxonomiques possède un identifiant qui permet d'établir un point de référence. Les identifiants de Conus barbieri dans les principales bases sont les suivants :
CoL : XWYY - GBIF : 6510863 - iNaturalist : 431862 - IRMNG : 11820217 - TAXREF : 94320 - UICN : 192373 - 